# Prapotno
Prapotno (italijansko Prepotto, furlansko Prepot) je občina s 741 prebivalci (stanje 31.marec 2019) v italijanski deželi Furlanija - Julijska krajina v Brdih. 
Občina Prapotno meji na naslednje občine: Kanal ob Soči (SLO), Brda (SLO), Dolenje v Brdih, Špeter Slovenov, Srednje, Podutana.

## Etnična sestava prebivalstva
Po popisu prebivalstva iz leta 1971 se je 47,9 % prebivalcev v občini Prapotno opredelilo, da so Slovenci.

### Naselja v občini
V okvir občine Prapotno spadajo naslednje vasi in zaselki:
| Slovensko (narečno)     | Italijansko              | Furlansko          |
| ----------------------- | ------------------------ | ------------------ |
| Ibana (Ibána)           | Albana                   | Albane             |
| Britof                  | Centa                    | Cente              |
| (Brišč)                 | Brischis                 | Briscjis           |
| Bukovica                | Bucovizza                |                    |
| Teja (Téje)             | San Pietro di Chiazzacco | San Pieri di Cjaçà |
| (Seucè)                 | Cladrecis                | Cladrecis          |
| (Tarčmún)               | Tercimonte               | Tarcimont          |
| (Budgoji)               | Bodigoi                  | Bodigoi (Budigoi)  |
| Kras                    | Cras 1                   | Cras               |
| Košoni (Košóni)         | Cosson                   | Cosson             |
| Srednje                 | Stregna                  |                    |
| (Múci / Prapotíšče)     | Prepotischis             | Prepotiscjis       |
| * (Kalc)                | Casali Cauz              |                    |
| Kravorajda              | Craoretto                | Craurêt            |
| Poljane                 | Poianis                  | Poianis            |
| (Čêla)                  | Cialla                   | Çale               |
| (Skaker)                | Casali Quercig           |                    |
| (Skvarča)               | Squarzulis               |                    |
| Stara gora (Stára Gôra) | Castelmonte              | Madone di Mont     |
| (Obuorča)               | Oborza                   | Oborze             |
| Podmišček               | Ponte Miscecco           | Miscjis            |
| * Lajšče                | Marcolino                | Marculin           |
| Podarskije              | Podresca                 | Podresche          |
| Kodermaci               | Codromaz                 | Codromaz           |
| Podrob                  | Molino Vecchio           | Mulin Vieri        |
| Kovačevica              | Covacevizza              | Covacevize         |
| Budaži                  | Berda                    | Berde              |
| (Čúbci)                 | Ciubiz                   | Çubiz              |
| Bordoni                 | Bordon                   | Bordon             |
| * Salamanti             | Salamant                 | Salamant           |
| Podklanc                | Podclanz                 | Podiclanz          |
| Fradel                  | Fragellis / Fragielis    | Fragjelis          |
|                         | Novacuzzo                | Noacuç             |
|                         | Mezzomonte               | Miezemont          |
|                         | Crosada                  |                    |
|                         | Ronchi                   |                    |
|                         | Polonetto                |                    |
|                         | Casali Bernich           |                    |
|                         | Ronchi di Craoretto      |                    |
|                         | Casali Suoch             |                    |
|                         | Picoliscis               |                    |
|                         | Moldiaria                |                    |
|                         | Podpuie                  |                    |
|                         | Cechenel                 |                    |

* opuščeno

## Spomeniki in kulturne znamenitosi
- Romarska Stara gora nad Čedadom
- Starogorski rokopis - spomenik slovenskega jezika
- Cerkev Janeza Krstnika v Prapotnem v Beneški Sloveniji,
- Cerkev Svetega duha v Ibani v Beneški Sloveniji,
- Vinska trta "Pokalca" ali ribolla nera.